# Tony Martin (autocoureur)
Tony Martin (Durban, 1949) is een Zuid-Afrikaans voormalig autocoureur. In 1980 behaalde hij de titel in het Zuid-Afrikaanse kampioenschap voor coureurs. In 1984 won hij de 24 uur van Daytona.

## Carrière
In 1973 debuteerde Martin in het Zuid-Afrikaanse Formule 1-kampioenschap. In 1974 werd hij tiende in de 6 uur van Kyalami. Na het seizoen 1975 werd deze klasse vervangen door een nationaal Formule Atlantic-kampioenschap. In zijn eerste vier seizoenen behaalde hij al een handvol podiumplaatsen, voordat hij in 1977 zijn eerste zege behaalde. Dat jaar werd hij achter Ian Scheckter en Roy Klomfass derde in de eindstand. In 1979 werd hij tweede achter Scheckter, voordat hij in 1980 met twaalf overwinningen kampioen werd. In de drie opvolgende seizoenen werd hij respectievelijk tweede, derde en derde in het eindklassement.
In 1983 maakte Martin zijn internationale debuut in het World Sportscar Championship, waar hij een race reed. In 1984 behaalde hij internationaal gezien zijn grootste overwinning in de 24 uur van Daytona, een zege die hij deelde met zijn landgenoten Sarel van der Merwe en Graham Duxbury. Hij reed in nog zes aanvullende races van de IMSA GT, maar behaalde verder geen zeges meer en werd zodoende dertiende in het kampioenschap. In 1985 keerde hij eenmaal terug in de 24 uur van Daytona, maar kwam hierin niet aan de finish. Dit was zijn laatste internationale race.
Na zijn internationale carrière bleef Martin nog jarenlang in Zuid-Afrika racen. In 1998 kwam hij uit aan het South African Touring Car Championship, waarin hij zestiende in de eindstand werd. In zowel 2013 als 2015 nam hij deel aan een langeafstandsrace, de 6 uur van Afrika.